# Philippe Faucon
Pour les articles homonymes, voir Faucon (homonymie).
Philippe Faucon, né le 26 janvier 1958 à Oujda, est un réalisateur français.

## Biographie
Philippe Faucon naît le 26 janvier 1958 à Oujda.
Il passe sa petite enfance au Maroc et en Algérie, où son père est militaire et où ses parents vivent les quatre dernières années de la Guerre d'Algérie.
Après une maîtrise de lettres obtenue à l'université d'Aix-Marseille à Aix-en-Provence, il débute au cinéma comme régisseur stagiaire, entre autres sur Mauvais sang de Leos Carax, Un médecin des Lumières de René Allio, Trois Places pour le 26 de Jacques Demy.
Ses six premiers films (jusqu'à Samia) sont produits par Humbert Balsan, qu'il rencontre sur le tournage d'Un médecin des Lumières de René Allio. Après la disparition d'Humbert Balsan en février 2005, Philippe Faucon crée, avec Yasmina Nini-Faucon, la société de production Istiqlal Films. Entre-temps, il a tourné en Algérie son film La Trahison, inspiré du récit de Claude Sales, racontant un épisode vécu par ce dernier pendant la Guerre d'Algérie. Le film La Trahison, terminé en 2005, année de la disparition d'Humbert Balsan, est dédié "à Gauvin", le personnage que joue Balsan dans Lancelot du Lac, de Robert Bresson (1974).
Le film de Philippe Faucon La Désintégration, sorti en février 2012, environ un mois avant que n'éclate l'affaire Merah, a été perçu ultérieurement comme prémonitoire des phénomènes de radicalisation djihadiste et de la série d'attentats qu'a connus la France, de l'affaire Merah aux attaques de 2015 et 2016.
Philippe Faucon remporte le prix Louis-Delluc en décembre 2015, le prix du Syndicat français de la critique de cinéma et des films de télévision en février 2016, le César de la meilleure adaptation et celui du meilleur film en février 2016 pour son film Fatima. Par ailleurs, Zita Hanrot reçoit le César du meilleur espoir féminin pour son rôle dans le même film.

## Filmographie
- 1990 : L'Amour
- 1992 : Sabine
- 1995 : Muriel fait le désespoir de ses parents
- 1997 : Tout n'est pas en noir (court-métrage)
- 2000 : Samia
- 2005 : La Trahison
- 2008 : Dans la vie
- 2009 : Making off (court-métrage)
- 2011 : La Désintégration
- 2015 : Fatima
- 2016 : Vivre (court-métrage)
- 2018 : Amin
- 2022 : Les Harkis

### Télévision

#### Téléfilms
- 1996 : Mes dix-sept ans
- 1997 : Les Étrangers
- 2002 : Grégoire peut mieux faire
- 2021 : La Petite Femelle

#### Séries télévisées
- 2008 : D'amour et de révoltes
- 2018 : Fiertés
- 2025 : Nismet

## Distinctions

### Récompenses
- Prix Louis-Delluc en décembre 2015 pour Fatima
- Prix du Syndicat français de la critique de cinéma et des films de télévision en février 2016 pour Fatima[5]
- Prix Lumières du meilleur scénario à la 21e cérémonie des prix Lumières 2016  pour Fatima
- César 2016 : Meilleure adaptation pour Fatima
- César 2016 : Meilleur film pour Fatima
- Prix Général François Meyer de la Commission nationale indépendante de reconnaissance et de réparation des préjudices subis par les harkis (CNIH) pour Les Harkis (2023)[6]

### Décoration
- Chevalier de la Légion d'honneur (décret du 27 mars 2016[7])